# József Csák
József Csák, född den 10 november 1966 i Budapest i Ungern, är en ungersk judoutövare.
Han tog OS-silver i herrarnas halv lättvikt i samband med de olympiska judotävlingarna 1992 i Barcelona.